# Paul Mendes-Flohr
Paul Robert Mendes-Flohr (Nueva York, 17 de abril de 1941-Jerusalén, 24 de octubre de 2024) fue un historiador, escritor y académico israelí-estadounidense, cuya principal base de trabajo era el pensamiento judío moderno. Como un historiador intelectual, se especializó en los pensadores del siglo XIX y el siglo XX tales como Martin Buber, Franz Rosenzweig, Gershom Scholem y Leo Strauss.

## Biografía
Mendes-Flohr obtuvo un doctorado en Brandeis University. Luego, enseñó en la Universidad de Chicago. Fue coautor y coeditor, con Jehuda Reinharz, de un libro de historia judía moderna, The Jew in the Modern World: A Documentary History, y con Arthur A. Cohen, de un libro sobre el pensamiento religioso judío contemporáneo.
En 2019, publicó una biografía de Martin Buber muy valorada titulada Martin Buber: A Life of Faith and Dissent. La traducción al alemán apareció en 2022 y en hebreo en 2023. Su última obra, Cultural Disjunctions: Post-Traditional Jewish Identities, se publicó en 2021.
Residió desde la década de los setenta en Israel junto a su esposa, Rita Mendes-Flohr, con quien tuvo dos hijos, y a su vez cuatro nietos. Paul Mendes-Flohr falleció el 24 de octubre de 2024 a los 83 años de edad.

## Trabajo seleccionado
- Identität. Die zwei Seelen der deutschen Juden (in German).
- Cohen, Arthur A., ed. (2009) [1987]. 20th Century Jewish Religious Thought: Original Essays on Critical Concepts, Movements, and Beliefs. The Jewish Publication Society. ISBN 978-0-8276-0892-4.
- From Mysticism to Dialogue: Martin Buber's Transformation of German Social Thought. Detroit: Wayne State University Press, 1989.
- Divided passions: Jewish intellectuals and the experience of modernity (1991).
- Mendes-Flohr, Paul R., ed. (1995). The Jew in the Modern World: A Documentary History (2nd edición). Oxford University Press. ISBN 0-19-507453-X. OCLC 30026590.
- German Jews: a dual identity (1999).
- Mendes-Flohr, Paul (2003) [2000]. «Secular Forms of Jewishness».  En Neusner, Jacob, ed. The Blackwell Companion to Judaism (Reprint edición). Malden, Mass: Blackwell Publ. pp. 461-476. ISBN 1-57718-058-5.
- A land of two peoples: Martin Buber on Jews and Arabs Edited with commentary and a new preface by Paul R. Mendes-Flohr.
- Martin Buber: a contemporary perspective (2002).
- Mendes-Flohr, Paul (2005). «https://www.encyclopedia.com/philosophy-and-religion/judaism/judaism/judaism».  En Thomas Riggs, ed. Worldmark Encyclopedia of Religious Practices 1. Farmington Hills, Mi: Thomson Gale. ISBN 9780787666118.
- Martin Buber: a life of faith and dissent (2019).
- Franz Rosenzweig and the Possibility of a Jewish Theology (forthcoming).